# Alpes de Brandenberg
Los Alpes de Brandenberg ( en alemán: Brandenberger Alpen ) son un subgrupo de los Alpes de piedra caliza del norte, que corren frente a los Alpes del este en toda su longitud. Se encuentran enteramente en Austria entre Achensee en Tirol, el valle del Inn y los Prealpes bávaros.
En alemán se les conoce como Rofangebirge, aunque el verdadero Rofan (también Sonnwendgebirge) es sólo la parte occidental de la zona situada entre el arroyo Brandenberger Ache y el lago Achensee. Consta de un grupo montañoso central y tres montañas individuales. El Guffert (2.195 m), situado fuera del grupo central, forma un bloque montañoso distinto. Se encuentra al norte de Kramsach, entre el Tegernsee Blauberge y el Rofan central. El Unnütze, en el extremo norte del Achensee, al este de Achenkirch, y el Ebener Joch (1.957 m), al este de Maurach, en el extremo sur del Achensee, también están fuera de la cordillera central.

## Cordilleras vecinas
Los Alpes de Brandenberg limitan con los siguientes otros subgrupos de los Alpes:
- Prealpes bávaros (al norte)
- Kaisergebirge (al este)
- Alpes de Kitzbühel (al sur)
- Alpes de Tux (al suroeste)
- Karwendel (al oeste)

## Grupo central

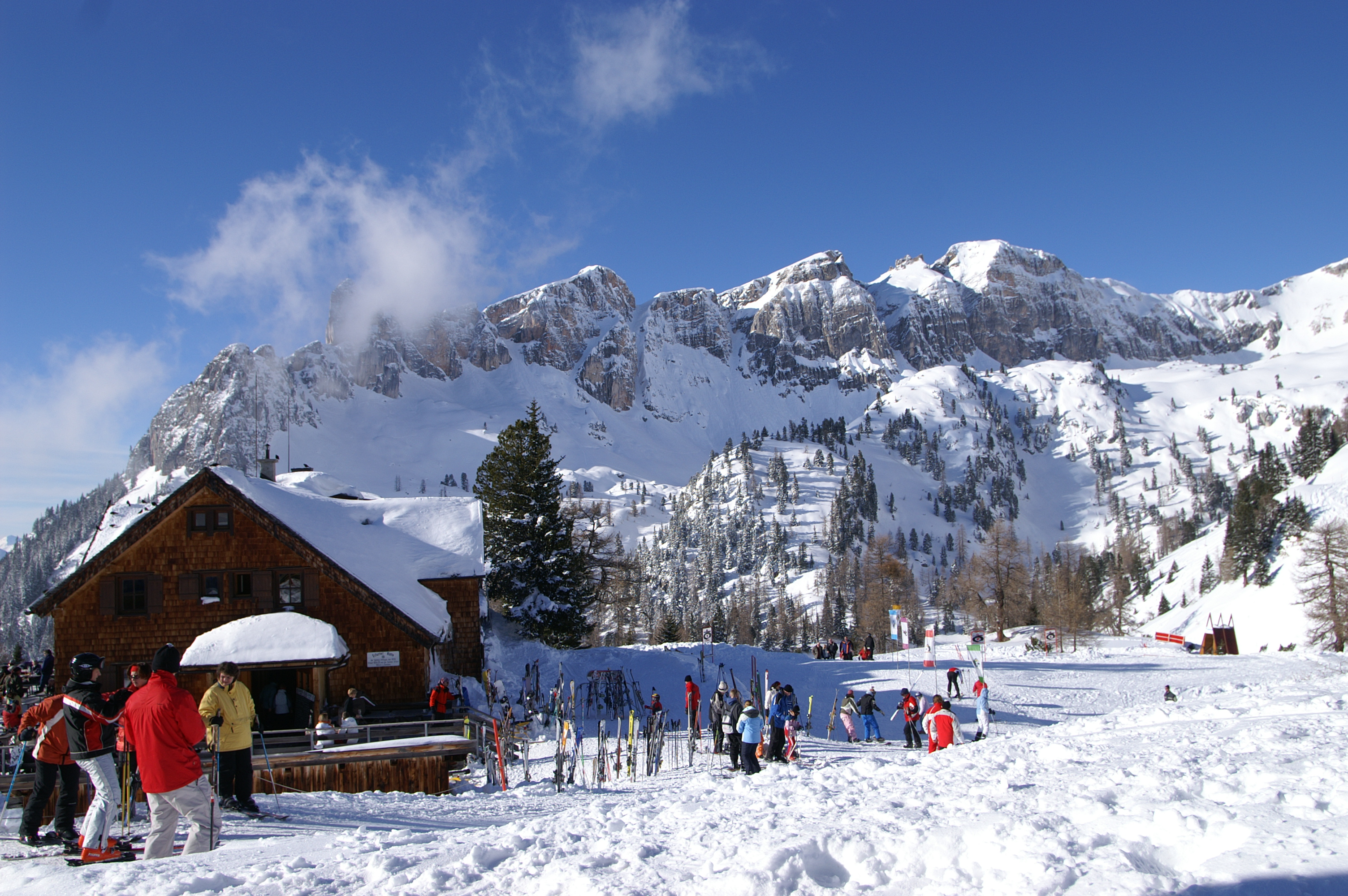
El Dalfazer Wände en el Rofangebirge

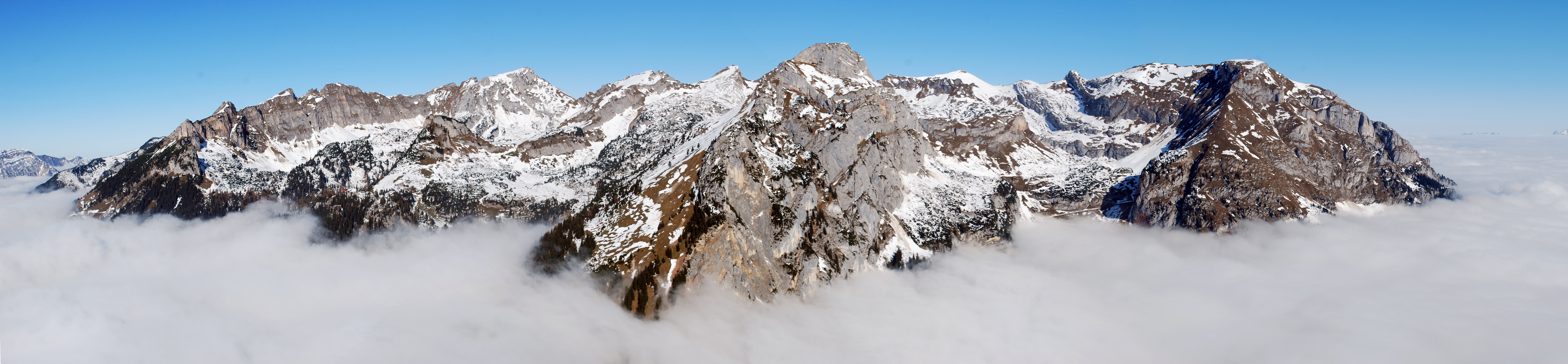
Grupo principal del Rofan visto desde el suroeste (Ebner Joch). De izquierda a derecha: Dalfaz Walls; Streichkopf, Hochiss, Spieljoch, Seekarlspitze, Haidachstellwand, Rofanspitze, Sagzahn, Vorderes Sonnwendjoch

### Cumbres en la cresta principal de Rofan (Rofan-Hauptkamm) de oeste a este
- Klobenjochspitze ( 2,041 m)
- Kotalmjoch ( 2,122 m)
- Stuhljöchl ( 2,157 m)
- Stuhlböcklkopf ( 2,169 m)
- Streichkopf ( 2,243 m)
- Hochís ( 2,299 m ), cumbre más alta del Rofan
- Spieljoch ( 2,236 m)
- Seekarlspitze ( 2,261 m)
- Rosskopf ( Nordgipfel 2,257 m)
- Rofanspitze ( 2,259 m)

### Cumbres del Dalfaz Walls de norte a sur
- Dalfázer Joch ( 2,233 m)
- Dalfázer Köpfln ( 2,208 m)
- Dalfázer Wand ( 2,210 m)
- Dalfázer Rosskopf ( 2,143 m)
- Rotspitze ( 2,067 m)

### Cumbres en la cresta que comienza al sur del Rofanspitze
- Sagzahn ( 2,228 m)
- Schokoladetafel ( 2,165 m)
- Vorderes Sonnwendjoch ( 2,224 m)
- Haidachstellwand ( 2,192 m)

### Cumbres en los Alpes de Brandenberg de noreste a suroeste
- Pendiente ( 1,563 m ), al suroeste de Kufstein
- Köglhörndl ( 1,645 m )
- Hundsalmjoch ( 1,637 m)
- Kienberg ( 1,786 m), al noreste de Brandenberg

### Cuerpos de agua

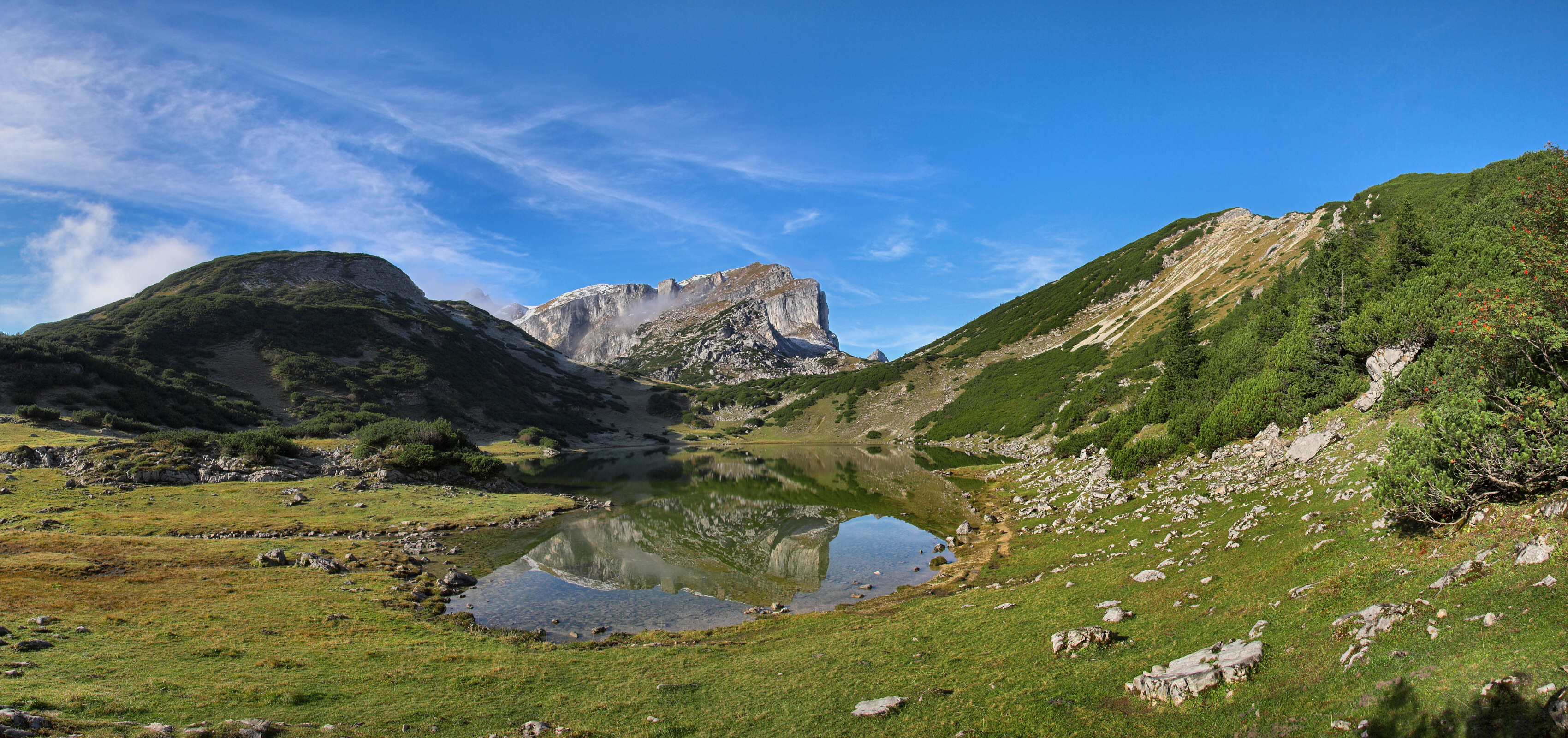
El Zireiner See frente a la cara este del Rofanspitze

- Zireiner Ver